# ソマオ・ミートボール
ソマオ・ミートボール（本名：林 蒼真（はやし そうま）、1997年〈平成9年〉12月19日 - ）は、日本のお笑いタレント。吉本興業東京本社所属。

## 来歴
京都府京丹後市出身。京都府立峰山高等学校卒業。
高校3年生のときに地域のお笑いコンクールのようなものに同級生と出場し、「一番面白い人達の輪に入りたい」という想いで芸人を目指す。
NSC大阪校に39期生として入学し、2016年4月30日に阪本佳大（現在は大盛とのコンビ「ガジャボイ」として活動）とお笑いコンビ「サンカップ」を結成。3年間活動するも、2019年10月31日に解散。ピン芸人としての活動を開始する。
コロナ禍になり、先輩からのアドバイスを受けSNSに力を入れ始め、TikTokにギャグ動画を毎日投稿して知名度を獲得する。
2020年7月11日、『歌ネタゴングSHOW 爆笑!ターンテーブル』（TBS）で初の全国テレビ出演。カツラとバスタオルだけを身に着けた「放送事故ウーマン」のネタを披露しSNSで話題となった。
2022年8月17日に放送された『カーネクストpresents オールザッツ漫才 真夏のゴールデンSP』（MBSテレビ）で準優勝。新型コロナウイルスに感染し出演見合わせとなったマユリカに代わっての参加だった。この時披露した、記憶を失くして名前を思い出せないダレノガレ明美の歌ネタ「なにノガレなに美」が話題になり、ダレノガレ明美本人も「めちゃくちゃ面白い」と公認した。
2022年9月8日に開催された「Kakeru翔チャレンジバトル」にて2位となり、10月からよしもと漫才劇場所属となった。
2024年4月より、大阪のよしもと漫才劇場を卒業し、活動拠点を東京に移した。同時に、神保町よしもと漫才劇場所属になる。

## 人物
- 身長166.7 cm、体重62 kg[4]。血液型O型[4]。
- 趣味は筋トレ、ダーツ、ギャグ[4]。特技もギャグ[4]。
- 髪型は丸刈り。ソマオ本人は「髪型は若い時のウィル・スミス」だと自称している[16]。
- 幼い頃の夢は電気屋さんやバイクの整備士[6]。
- 憧れの人は島田紳助[6]。
- 2歳上の姉と6歳年下の妹がいる。母子家庭[5]。
- からし蓮根から絶賛されている[17]。

### エピソード
- 本名の「そうま」をもじって「ソマオ」とし、「ミートボール」は宗安（チェリー大作戦）にミートボールっぽいからと命名され、これらを合わせて芸名とした[6]。
- 小学校・中学校時代は野球部だった[6]。野村克也などのプロ野球選手を輩出した京都府立峰山高等学校出身だが、そこでは野球をやらなかった[5]。
- 高校時代のアルバイト先に寿司屋を選ぶほどの寿司好きだが、「一番好きな食べ物を断てば頑張れるだろう」と一念発起しゲン担ぎで封印。よしもと漫才劇場所属と同時に解禁した[11]。

## 芸風
主に一発ギャグ。ギャグの数は2000個以上。よしもと漫才劇場のプロフィールでは「一度聴いたら忘れられないクセになるギャグ」と称されている。
『R-1グランプリ』などの賞レースは3分が基本だが、得意とする一発ギャグは1分にも満たないため、ソマオ自身は「1分ルールなら勝てるけど、3分は持て余しちゃう。3分ネタやギャグを混ぜたコントもあるけどあんまりウケない」と語っている。

## 出演

### テレビ
- 歌ネタゴングSHOW 爆笑!ターンテーブル（TBS、2020年7月11日、10月27日）
- 年貢芸人（読売テレビ、2020年10月10日）[19]
- カーネクストpresents オールザッツ漫才 真夏のゴールデンSP（MBSテレビ、2022年8月17日）[12]
- ラヴィット!（TBS、2022年9月8日）[20]
- 陣内バカリのピン芸人アップデート大作戦（関西テレビ・フジテレビ系、2022年10月10日）[21]
- 千原ジュニアの座王（関西テレビ、2022年11月12日）[22]
- 深夜のハチミツ（フジテレビ、2023年4月10日〈9日深夜〉 - 2024年4月1日〈3月31日深夜〉） - 不定期出演
- 深夜のハチミツ‼︎Bee the top（フジテレビ、2024年4月8日〈7日深夜〉 - ） - レギュラー
- トンツカタン森本&フワちゃんの『Thursday Night Show』〜学ばない英語〜（テレビ朝日、2023年4月14日〈13日深夜〉）

### ラジオ
- Li-on スタジオ（ならどっとFM、2021年5月23日 - 2022年3月27日） - 奇数月の第4週に出演[23]

### 舞台
- 復刻 舞台 増田こうすけ劇場 ギャグマンガ日和 〜奥の細道 地獄のランウェイ編〜（2025年10月31日 - 11月9日〈予定〉、雷5656会館 ときわホール） - ニャンコさん 役[24][25]

## ディスコグラフィー

### 配信限定シングル
| 発売日         | タイトル                        | レーベル             |
| -------------- | ------------------------------- | -------------------- |
| 2022年11月23日 | なにノガレなに美                | よしもとミュージック |
| 2023年2月7日   | なにノガレなに美 (Instrumental) | よしもとミュージック |